# Publius Terentius Afer
Publius Terentius Afer (195 př. n. l./185 př. n. l., Kartágo, Tunisko – 159 př. n. l., Řecko) byl starořímský dramatik a básník. Je často označován za největšího římského komediálního dramatika. Napsal šest veršovaných komedií, které byly již ve starověku i později ve středověku vzorem dokonalé latiny a zároveň založily žánr komedie mravů. K úspěchu her v Římě hodně pomohl slavný herec Lucius Ambivius Turpio. Jako jiní římští autoři vycházel ze starořeckých vzorů, avšak adaptoval je značně originálně. Ve své době tím budil odpor konkurentů, časem však byla tato odvaha doceněna.

## Biografie
Jeho osud je provázen řadou pověstí, neboť jediný komplexní starověký životopis, Suetoniův, byl napsán až tři století po Aferově smrti. Navíc je Seutonius považován za autora dosti nespolehlivého a bulvárního. 
Byl patrně Kartaginec. Byl prý synem vysokého úředníka, sufeta Hannutrase, který ho poslal do Říma s dalšími syny vysoko postavených lidí (bylo jich kolem dvou set) jako rukojmí po druhé punské válce. (Existují ovšem i historici, kteří nevěří, že by Afer pocházel z Afriky.) 
V Římě se stal otrokem senátora Terentia Lukána. Ten mu začali říkat Afer – africký (což mohlo odkazovat na jeho africký, patrně berberský, původ, ale také třeba jen k tmavší pleti). Jméno Publius dostal krátce potom. Lukánus dal Aferovi vynikající vzdělání. Vyrůstal jako jakýsi bratr Lukánova syna Gáia. Ten poté, co se dozvěděl, že je to pouze otrok, cítil k němu otevřenou nenávist. Těsně před svou smrtí Lukánus Afera propustil na svobodu – tehdy přijal jméno Terentius. 
Poté žil v okruhu Scípiona Africana. Byl velice zamilovaný do dcery jednoho z tehdejších konzulů Popillia Laenea, do Poppilie. Byla jeho múzou a inspirací pro jeho komedie. Nicméně propuštěnka z domu Terentia Lukána, Favilla, byla do Afera bláznivě zamilovaná. S Gáiem provedla sérii intrik, po nichž si Popillie nakonec musela vzít Gaia a Afer Favillu. Později Afer našel novou lásku Flammeu, která byla z původem také z Kart-Hadaštu neboli z Kartága a spolu odjeli bojovat do třetí a poslední punské války.
Když mu bylo 35 (nebo 25) let, rozhodl se navštívit Řecko, aby načerpal novou inspiraci. Cesta se mu stala osudnou. Zemřel buď přímo v Řecku na následky nemoci, nebo na moři během ztroskotání lodi na zpáteční cestě. I v tomto případě ale někteří historici o tomto konci života autora pochybují, podle nich byla historka vymyšlena jako dodatečné zdůvodnění, proč úspěšný autor z dějin římského divadla náhle mizí. 
Slavný výrok "nic lidského mi není cizí" pochází z jeho hry Heauton Timorumenos, kde zazněl v podobě "Homo sum, humani nihil a me alienum puto" ("Jsem člověk a myslím si, že mi nic lidského není cizí").

## Dílo

### Hry
- Adelphoe
- Andria (Dívka z Andru)
- Eunuchus
- Heauton Timorumenos
- Hecyra
- Phormio